# Polymorphus magnus
Polymorphus magnus är en hakmaskart som beskrevs av Skrjabin 1913. Polymorphus magnus ingår i släktet Polymorphus och familjen Polymorphidae. Inga underarter finns listade i Catalogue of Life.